# 假面騎士ZEZTZ角色列表
假面騎士ZEZTZ角色列表展示於朝日電視台放映的特攝劇集《假面騎士ZEZTZ》各個角色。

## 主要角色
萬津莫（よろず・ばく）（今井龍太郎飾）（ （台灣配音） ／ （香港配音） ／ （大陸配音） ）
本作主角，假面騎士ZEZTZ的變身者。
擁有時刻自覺並隨心操控夢境的「清醒夢」能力。現實中是個普通的好青年（自稱），但在夢中會化身為自己憧憬的「無敵特工」大顯身手。
寧夢（堀口真帆飾）（ （台灣配音） ／ （香港配音） ／ （大陸配音） ）
本作女主角。
藝人好感度第一名的廣告女王。口頭禪為「祝你好夢！（おやすみございます！）」。

## CODE
ZERO（川平慈英聲+永德皮套演出）（ （台灣配音） ／ （香港配音） ／ （大陸配音） ）
極秘防衛機關CODE的司令官。

## 警視廳
富士見鐵也（ふじみ・てつや）（三嶋健太飾）（ （台灣配音） ／ （香港配音） ／ （大陸配音） ）
隸屬於警視廳公安部怪事課的課長，階級為警部補。
一名責任感強、胸懷熱血的老派刑警，專門負責處理一些至今仍因不明原因而未解決的「黑色案件」，但在周圍人眼中，卻被視為在一個不知到底在做什麼的部門裡工作，態度冷淡。
南雲成華（なぐも・なすか）（小貫莉奈飾）（ （台灣配音） ／ （香港配音） ／ （大陸配音） ）
隸屬於警視廳公安部怪事課，階級為警部補。
以優秀成績通過國家公務員綜合職考試的菁英幹部，年紀輕輕便被分派至公安部門。然而，被指派到名為帶有靈異色彩的「黑色案件」職務，對其重要性完全無法認同，並認為是最糟糕的人事安排。

## 相關人物&其他角色
萬津美浪（よろず・みなみ）（八木美樹飾）（ （台灣配音） ／ （香港配音） ／ （大陸配音） ）
莫的妹妹，藝能經紀人，與莫兩人同住。
認為規律的生活是健康的根源，因工作關係早晨也很早起。由於不知道莫身為特工的活動，所以總是把一直睡到很晚的哥哥叫起來。
諾克斯（古川雄輝飾）（ （台灣配音） ／ （香港配音） ／ （大陸配音） ）
在夢魘的幕後操控一切，經歷、年齡目前不明的謎之男子。
為了將現實變成惡夢的世界，會神出鬼沒地出現在人們的夢中。

## 聲音演出
- ZEZTZ驅動器音效 - 山寺宏一[註 2][5]